# Python curtus
Python curtus är en ormart som beskrevs av Schlegel 1872. Python curtus ingår i släktet Python och familjen pytonormar. Inga underarter finns listade i Catalogue of Life.
Arten är med en längd av cirka 1,5 meter en medelstor orm. Den har jämförd med andra pytonormar den kraftigaste bålen. Huvudet kännetecknas av ljusbruna fjäll på toppen, av mörka till svarta fjäll på sidorna och av en form som liknar en kil. Dessutom finns en mörk linje på huvudets topp. Bålen har en ljus grundfärg med många mörka fläckar. Det förekommer flera olika färger som ljusbrun, orange, rödaktig, gulaktig samt för fläckarna mörkbrun till svart. Python curtus har i motsats till flera andra ormar rörliga ögon med lodräta pupiller.
Denna orm förekommer på Malackahalvön och på Sumatra. Enstaka fynd dokumenterades även i Vietnam. Habitatet utgörs främst av träskmarker och regnskogar.
Python curtus gömmer sig ofta i lövskiktet och i den mjuka marken. Den jagar fåglar och däggdjur. Honor lägger upp till 30 ägg per tillfälle.